# NGC 1355
NGC 1355 est une galaxie lenticulaire vue par la tranche et située dans la constellation de l'Éridan. NGC 1355 a été découverte par l'artiste irlandais Samuel Hunter en 1861.

## Caractéristiques
Sa vitesse par rapport au fond diffus cosmologique est de 3 878 ± 32 km/s, ce qui correspond à une distance de Hubble de 55,7 ± 3,9 Mpc (∼182 millions d'al).
À ce jour, une mesure non basée sur le décalage vers le rouge (redshift) donne une distance d'environ 37,600 Mpc (∼123 millions d'al). Cette valeur est à l'extérieur des valeurs de la distance de Hubble. Notons que c'est avec la valeur moyenne des mesures indépendantes, lorsqu'elles existent, que la base de données NASA/IPAC calcule le diamètre d'une galaxie et qu'en conséquence le diamètre de NGC 1355 pourrait être d'environ 23,4 kpc (∼76 300 al) si on utilisait la distance de Hubble pour le calculer.

## Supernova
La supernova 2009im a été découverte dans NGC 1355 le 24 août 2009 à Yamagata au Japon par l'astronome japonais Koichi Itagaki. Cette supernova était de type Ia.